# Isparta (provins)

Karta över Turkiet med Isparta markerat.

Isparta är en provins i den sydvästra delen av Turkiet. Den har totalt 513 681 invånare (2000) och en area på 8 733 km². Provinshuvudstad är Isparta.